# Edward Anhalt
Edward Anhalt (New York, 28 marzo 1914 – Pacific Palisades, 3 settembre 2000) è stato uno sceneggiatore statunitense.

## Biografia
Vinse il premio Oscar per il miglior soggetto nel 1951 per il film Bandiera gialla, e quello per la migliore sceneggiatura non originale nel 1965 per Becket e il suo re. Ebbe anche un'altra candidatura all'Oscar al miglior soggetto, insieme alla moglie Edna, nel 1953 per Nessuno mi salverà.

## Filmografia

### Cinema
- Problem Child, regia di Edward Anhalt (1936) – Documentario cortometraggio
- School: A Film About Progressive Education, regia di Lee Dick (1939) – Documentario cortometraggio
- Avalanche, regia di Irving Allen (1946)[1]
- Strange Voyage, regia di Irving Allen (1946)[1]
- Bulldog Drummond Strikes Back, regia di Frank McDonald (1947)
- The Gentleman from Nowhere, regia di William Castle (1948)
- The Crime Doctor's Diary, regia di Seymour Friedman (1949)
- Bandiera gialla (Panic in the Streets), regia di Elia Kazan (1950)[2]
- Nessuno mi salverà (The Sniper), regia di Edward Dmytryk (1952)[2]
- Il membro del matrimonio (The Member of the Wedding), regia di Fred Zinnemann (1952)
- Three Lives, regia di Edward Dmytryk (1953) – Cortometraggio
- Nessuno resta solo (Not as a Stranger), regia di Stanley Kramer (1955)
- Orgoglio e passione (The Pride and the Passion), regia di Stanley Kramer (1957)
- I giovani leoni (The Young Lions), regia di Edward Dmytryk (1958)
- In amore e in guerra (In Love and War), regia di Philip Dunne (1958)
- Il frutto del peccato (The Restless Years), regia di Helmut Käutner (1958)
- Desiderio nel sole (The Sins of Rachel Cade), regia di Gordon Douglas (1961)
- Il giardino della violenza (The Young Savages), regia di John Frankenheimer (1961)
- Cento ragazze e un marinaio (Girls! Girls! Girls!), regia di Norman Taurog (1962)
- Una ragazza chiamata Tamiko (A Girl Named Tamiko), regia di John Sturges (1962)
- Tra moglie e marito (Wives and Lovers), regia di John Rich (1963)
- Becket e il suo re (Becket), regia di Peter Glenville (1964)
- Stazione 3: top secret (The Satan Bug), regia di John Sturges (1965)
- Boeing Boeing, regia di John Rich (1965)
- L'ora delle pistole (Hour of the Gun), regia di John Sturges (1967)
- Spie oltre il fronte (In Enemy Country), regia di Harry Keller (1968)
- Lo strangolatore di Boston (The Boston Strangler), regia di Richard Fleischer (1968)
- La pazza di Chaillot (The Madwoman of Chaillot), regia di Bryan Forbes (1969)
- Corvo rosso non avrai il mio scalpo! (Jeremiah Johnson), regia di Sydney Pollack (1972)
- Scacchiera di spie (The Salzburg Connection), regia di Lee H. Katzin (1972) – Non accreditato
- Lutero (Luther), regia di Guy Green (1974)
- The Man in the Glass Booth, regia di Arthur Hiller (1975)
- Amici e nemici (Escape to Athena), regia di George P. Cosmatos (1979)
- Ghiaccio verde (Green Ice), regia di Ernest Day (1981)
- Il ritorno delle aquile (The Holcroft Covenant), regia di John Frankenheimer (1985)

### Televisione
Serie tv
- Polvere di stelle, episodio A Time For Killing (1965)
- QB VII, miniserie (1974)
- Pietro il Grande, miniserie (1986)

Film tv
- Non c'è posto per nascondersi (Nowhere to Hide), regia di Jack Starrett (1977)
- Contract on Cherry Street, regia di William A. Graham (1977)
- Il giorno della passione di Cristo (The Day Christ Died), regia di James Cellan Jones (1980)
- Madame X, regia di Robert Ellis Miller (1981)
- The Neon Empire, regia di Larry Peerce (1989)[2]
- Il ricatto (The Take), regia di Leon Ichaso (1990)

## Riconoscimenti
- Premio Oscar
  - 1951 – Miglior soggetto per Bandiera gialla (condiviso con Edna Anhalt)
  - 1953 – Candidatura per il miglior soggetto per Nessuno mi salverà (condivisa con Edna Anhalt)
  - 1965 – Migliore sceneggiatura non originale per Becket e il suo re
- British Academy Film Awards
  - 1965 – Candidatura per la migliore sceneggiatura per un film britannico per Becket e il suo re
- New York Film Critics Circle Awards
  - 1964 – Candidatura per la miglior sceneggiatura per Becket e il suo re
- Writers Guild of America Award
  - 1965 – Miglior sceneggiatura di un film drammatico per Becket e il suo re
  - 1976 – Candidatura per la miglior sceneggiatura non originale di un film drammatico per The Man in the Glass Booth
  - 1978 – Laurel Award
  - 1987 – Miglior sceneggiatura non originale (Long Form) per Pietro il Grande
- Primetime Emmy Awards
  - 1975 – Candidatura per la miglior sceneggiatura non originale di un film televisivo e/o miniserie per QB VII
- Edgar Award
  - 1969 – Candidatura per la miglior sceneggiatura cinematografica per Lo strangolatore di Boston
  - 1978 – Candidatura per la miglior sceneggiatura di un film televisivo e/o miniserie per Contract on Cherry Street